# غرسنية لاطئة
الغرسنية اللاطئة أو الهيلالا (الاسم العلمي:Garcinia sessilis) هي نوع من النباتات تتبع جنس الغرسنية من فصيلة الكلوزية. هي الزهرة الوطنية لتونغا وقد أطلق اسم هذه الزهرة على مسابقة ملكة الجمال الأكثر شعبية في تونغا «مهرجان هيلالا». كما أطلق الاسم على عدد من المنتجعات. تستخدم هذه الزهرة لأغراض طبية وللزينة.